# Morti nel 1972/Aprile
| Questa pagina contiene informazioni ricavate automaticamente dalle voci biografiche con l'ausilio del template Bio e di un bot. L'aggiornamento è periodico e automatico e ricostruisce completamente la pagina. Se manca una persona in questa lista, sei pregato di non aggiungerla, ma accertati piuttosto che la sua voce biografica contenga il template Bio e che i dati anagrafici siano correttamente compilati. Se il template Bio manca, inseriscilo tu stesso o, in alternativa, metti l'avviso {{tmp\|Bio}} che ne segnala la mancanza. Se i dati riportati sono sbagliati, correggi direttamente la voce biografica; le modifiche saranno visibili in questa lista entro pochi giorni. Per chiarimenti vedi il progetto biografie. La lista contiene solo le 80 persone che sono citate nell'enciclopedia e per le quali è stato implementato correttamente il template Bio. Pagina aggiornata al 3 mar 2024. |

- 1º aprile - Şükriye Sultan, principessa ottomana (n. 1906)
- 1º aprile - Luigi Bailo, ciclista su strada italiano (n. 1889)
- 1º aprile - Frank Meyer, filosofo e politologo statunitense (n. 1909)
- 1º aprile - Paul van den Broeck, bobbista e hockeista su ghiaccio belga (n. 1904)
- 2 aprile - Franz Halder, generale tedesco (n. 1884)
- 3 aprile - Ferde Grofé, compositore e musicista statunitense (n. 1892)
- 3 aprile - Paul Kellner, nuotatore tedesco (n. 1890)
- 4 aprile - Félix Ayat, schermidore francese (n. 1882)
- 4 aprile - Hugo Goetz, nuotatore statunitense (n. 1884)
- 4 aprile - Dougie Gray, calciatore scozzese (n. 1905)
- 4 aprile - Bruno Varalli, calciatore italiano (n. 1903)
- 4 aprile - Stefan Wolpe, compositore tedesco (n. 1902)
- 5 aprile - Brian Donlevy, attore statunitense (n. 1901)
- 5 aprile - Isabel Jewell, attrice statunitense (n. 1907)
- 5 aprile - Pier Angelo Mazzolotti, regista e sceneggiatore italiano (n. 1890)
- 6 aprile - Maurice Cottenet, allenatore di calcio e calciatore francese (n. 1895)
- 6 aprile - Francesco Aurelio Di Bella, aviatore e politico italiano (n. 1914)
- 6 aprile - Heinrich Lübke, politico tedesco (n. 1894)
- 6 aprile - Olaf Pedersen, ginnasta danese (n. 1884)
- 7 aprile - Betty Blythe, attrice statunitense (n. 1893)
- 7 aprile - Piero Calamai, comandante marittimo e militare italiano (n. 1897)
- 7 aprile - Joe Gallo, mafioso statunitense (n. 1929)
- 7 aprile - Abeid Karume, politico tanzaniano (n. 1905)
- 7 aprile - Antonio Mura, pittore e incisore italiano (n. 1902)
- 7 aprile - Jean Tranchant, compositore, cantante e pittore francese (n. 1904)
- 7 aprile - August Zaleski, politico e diplomatico polacco (n. 1883)
- 8 aprile - Sherwin Badger, pattinatore artistico su ghiaccio statunitense (n. 1901)
- 9 aprile - John Stewart Battle, politico statunitense (n. 1890)
- 9 aprile - James Francis Byrnes, politico e statistico statunitense (n. 1882)
- 11 aprile - Hermann Boehm, ammiraglio tedesco (n. 1884)
- 11 aprile - Carlo Gualandri, attore cinematografico italiano (n. 1895)
- 11 aprile - Luis Mottura, attore e regista italiano (n. 1901)
- 11 aprile - Reidar Ødegaard, fondista, combinatista nordico e sciatore di pattuglia militare norvegese (n. 1901)
- 11 aprile - George H. Plympton, sceneggiatore statunitense (n. 1889)
- 11 aprile - Dino Provenzal, scrittore italiano (n. 1877)
- 12 aprile - Enrico Felicella, politico italiano (n. 1887)
- 12 aprile - Tom Iredale, zoologo inglese (n. 1880)
- 12 aprile - Arcadio López, calciatore argentino (n. 1910)
- 12 aprile - Kurt Wilhelm Marek, giornalista e scrittore tedesco (n. 1915)
- 12 aprile - Bjarne Røed Larsen, calciatore norvegese (n. 1904)
- 12 aprile - Alberts Šeibelis, calciatore lettone (n. 1906)
- 13 aprile - Dorothy Dalton, attrice statunitense (n. 1893)
- 14 aprile - George Cortlever, nuotatore e pallanuotista olandese (n. 1885)
- 14 aprile - Gunther Langes, militare e scrittore austriaco (n. 1899)
- 16 aprile - Guido Bernardi, politico italiano (n. 1895)
- 16 aprile - Yasunari Kawabata, scrittore giapponese (n. 1899)
- 17 aprile - Jean Engels, ciclista su strada belga (n. 1922)
- 17 aprile - Giovanni Palazzolo, politico e avvocato italiano (n. 1896)
- 18 aprile - Giuseppe Ricci, politico e partigiano italiano (n. 1890)
- 18 aprile - Antal Szabó, calciatore ungherese (n. 1910)
- 19 aprile - Ezio D'Errico, scrittore e sceneggiatore italiano (n. 1892)
- 20 aprile - Frederick Vinton Hunt, fisico statunitense (n. 1905)
- 20 aprile - Luigi Saraceni, dirigente sportivo e calciatore italiano (n. 1903)
- 21 aprile - Alessandro De Gaglia, politico e avvocato italiano (n. 1895)
- 21 aprile - Jorge Mistral, attore spagnolo (n. 1920)
- 22 aprile - Isak Abrahamsen, ginnasta norvegese (n. 1891)
- 24 aprile - Fernando Amorsolo, pittore filippino (n. 1892)
- 24 aprile - Jacques Denis, ingegnere e aracnologo francese (n. 1902)
- 24 aprile - Alberto Piccinini, allenatore di calcio e calciatore italiano (n. 1923)
- 24 aprile - Jamini Roy, pittore indiano (n. 1887)
- 25 aprile - Maurice Bigué, calciatore francese (n. 1886)
- 25 aprile - Umberto Brustio, dirigente d'azienda e imprenditore italiano (n. 1878)
- 25 aprile - Alfred J. Goulding, regista e sceneggiatore australiano (n. 1896)
- 25 aprile - Oreste Marcoz, avvocato e politico italiano (n. 1905)
- 25 aprile - Candida Colosimo, pittrice italiana (n. 1878)
- 25 aprile - George Sanders, attore e cantante britannico (n. 1906)
- 25 aprile - Corrado Tedeschi, editore italiano (n. 1899)
- 26 aprile - Maurice Delannoy, scultore, incisore e medaglista francese (n. 1885)
- 26 aprile - Johann Reichhart, boia tedesco (n. 1893)
- 26 aprile - Margaret Bonds, pianista, compositrice e arrangiatrice statunitense (n. 1913)
- 27 aprile - Gabriel Ferrater, poeta spagnolo (n. 1922)
- 27 aprile - Kwame Nkrumah, rivoluzionario e politico ghanese (n. 1909)
- 28 aprile - Josef Maloun, calciatore cecoslovacco (n. 1905)
- 28 aprile - Rainer von Fieandt, politico finlandese (n. 1890)
- 29 aprile - Ntare Ndizeye, sovrano burundese (n. 1947)
- 29 aprile - Juti Ravenna, pittore e critico d'arte italiano (n. 1897)
- 30 aprile - Clara Campoamor, avvocata e politica spagnola (n. 1888)
- 30 aprile - Egidio Girelli, scultore italiano (n. 1878)
- 30 aprile - Joseph Ryan, canottiere statunitense (n. 1879)
- 30 aprile - Gia Scala, attrice britannica (n. 1934)